# Ji Dong-won
Ji Dong-won (Koreansk: 지동원, født 28. maj 1991 på Jeju, Sydkorea) er en sydkoreansk fodboldspiller (angriber), der spiller for Suwon FC.

## Karriere
Efter at have startet sin karriere i hjemlandet rejste Ji i 2011 til Europa, hvor han skrev kontrakt med Sunderland i den engelske Premier League. Efter et ophold med begrænset succes, hvor han også var udlejet til tyske FC Augsburg, skiftede han i sommeren 2014 til Borussia Dortmund.

### Landshold
Ji er noteret for 55 kampe og 11 scoringer for Sydkoreas landshold, som han debuterede for 30. december i et opgør mod Syrien. Han var en del af det sydkoreanske hold, der vandt bronze ved OL 2012, og blev også udtaget til landets trup til VM i 2014 i Brasilien.